# 曲少言
曲少言（1982年5月7日—），是一名中国足球运动员，司职后卫但是也能出任前锋，目前效力于乙级联赛贵州智诚。

## 俱乐部生涯
曲少言是大连赛德隆建队开始的主力成员，随球队经历了升入甲B联赛、被迫转让、升入中超、被收购等一系列事件，2007年又因为俱乐部合并而进入了上海申花。但是较受主帅吉梅内斯信任的曲少言在4月份的亚冠联赛中却撕裂了韧带，告别赛季的同时也在次年被俱乐部挂牌，最终加盟次级联赛南昌八一。
2008赛季结束后，曲少言被南昌八一队列入挂牌名单。2009年初，曲少言拒绝和南昌签订低薪合同，宣布离开球队。2011年3月，恢复自由身的曲少言经试训后加盟中甲联赛湖北中博。2012年，降入中乙的贵州智诚宣布曲少言加盟球队。